# William Chambers Coker
William Chambers Coker (24 de outubro de 1872 - 26 de junho de 1953) foi um botânico norte-americano.

## Biografia
William Chambers Coker nasceu em Hartsville, Carolina do Sul em 24 de outubro de 1872. Graduou-se na Universidade da Carolina do Sul em 1894 e fez cursos de pós-graduação na Universidade Johns Hopkins e na Alemanha. Lecionou por vários anos nas escolas de verão do Instituto Brooklyn de Artes e Ciências, em Cold Spring Harbor, e em 1902 tornou-se professor de Botânica na Universidade da Carolina do Norte. Ele fundou o Coker Arboretum em 1903. Nesse mesmo ano, era o chefe da equipe de botânicos da expedição Bahama da Sociedade de Geografia de Baltimore. Professor Coker foi membro de várias sociedades científicas e autor de The Plant Life of Hartsville, S. C. (1912); The Trees of North Carolina (com H. R. Totten) (1916) e The Saprolegniaceae of the United States (1921). Além destes, ele contribuiu em numerosos artigos e revistas científicas sobre morfologia e botânica. Ele faleceu em 26 junho de 1953 e foi enterrado três dias depois.